# Klezmer

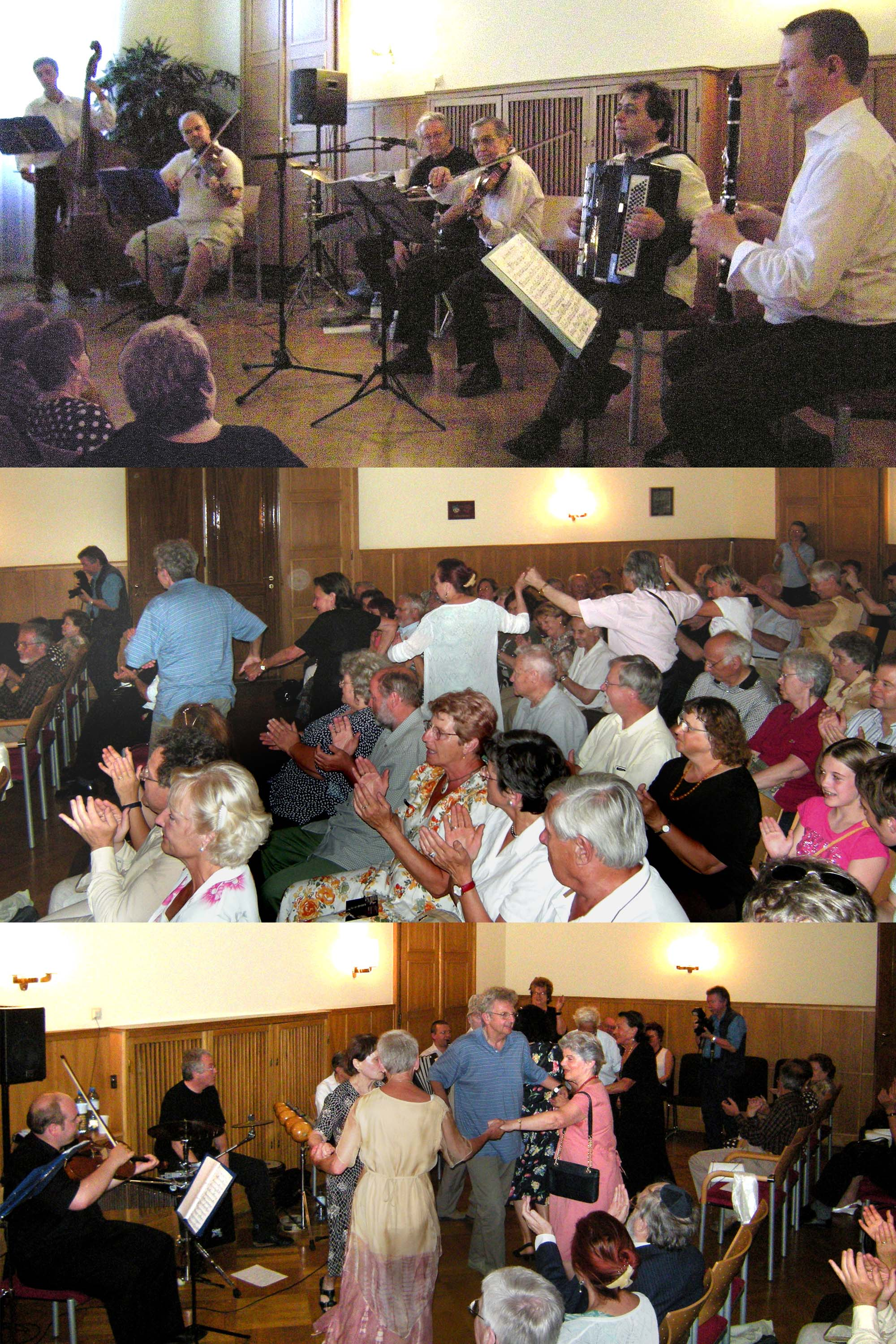
Lebedik un Freilech, Wenen 2009

Klezmer is van origine de instrumentale muziek van de Jiddisch sprekende Asjkenazische Joden in met name Oost-Europa. Tot deze cultuur behoren ook Jiddische liederen, een stijl in de traditionele zangkunst.

## Naam en betekenis
De Jiddische benaming klezmer vindt zijn oorsprong in twee Jiddische woorden: kley, werktuig (כליזמר of קלעזמער), van het Hebreeuwse כלי kli, werktuig, apparaat) en זמר , zemer (lied, melodie, musiceren). Het woord klezmer (meervoud: klezmorim) werd oorspronkelijk in de Joodse cultuur in Oost-Europa gebruikt als aanduiding voor een muzikant die de instrumentale bruiloftsmuziek speelde. Op de Joodse bruiloften, die meestal meerdere dagen duurden, speelden de klezmorim/klezmermuzikanten naast veel dansmuziek ook rituele muziek voor bij de huwelijksceremonie en luistermuziek voor bij de maaltijd. Tot aan het midden van de jaren 1970 bestond er geen naam voor de stijl. De muzikanten en platenmaatschappijen noemden de stijl simpelweg "Joodse bruiloftsmuziek". Pas vanaf de heropleving van het muziekgenre eind jaren 1970 werd "klezmer" de benaming voor de muziekstijl. Soms wordt ook wel de term "Jiddische muziek" gebruikt.

## Geschiedenis

### Ontstaan
Nadat in het jaar 70 van onze jaartelling de tempel in Jeruzalem was verwoest, verspreidden de Joden zich in de eeuwen daarna in allerlei richtingen. Daarbij kwamen ze met veel verschillende muziekstijlen in contact en namen ze er veel aspecten van over. Ze behielden wel hun eigen muziektraditie, die vooral uit de vocale religieuze muziek en volksliederen bestond. Voor een goed begrip van de klezmermuziek is dit een belangrijk gegeven: hoeveel invloeden uit andere muziekstijlen de klezmer ook heeft opgenomen, er is een grote doorgaande lijn van stijlkenmerken die de muziek verbindt met veel oudere vocale muziek.

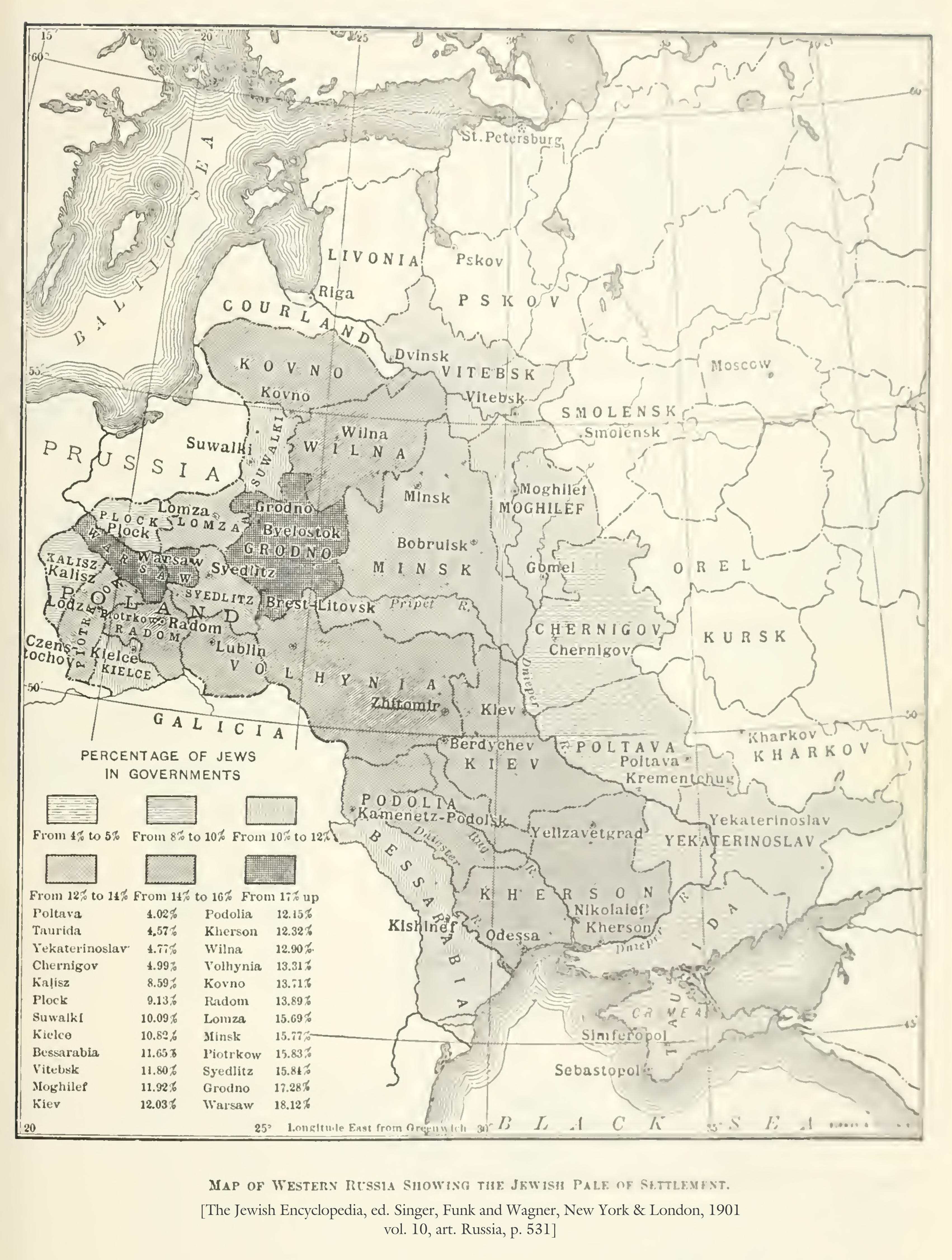
Kaart van het Vestigingsgebied, de gebieden in het Russische Rijk waar Joden mochten wonen.

Grote groepen Joden vestigden zich rond 1300 verspreid over Midden- en Oost-Europa. De Joodse gemeenschappen werden daar sjtetls genoemd. Vanaf 1791 mochten Joden alleen wonen in speciaal toegewezen regio's, het Vestigingsgebied. Dit gebied lag aan de westrand van het Russische Keizerrijk, in regio's van het huidige Wit-Rusland, Oekraïne, de Baltische staten, Polen, Roemenië, Moldavië. De Joden in dat grote gebied hadden een gemeenschappelijke cultuur. De taal voor dagelijks gebruik was het Jiddisch, het Hebreeuws was meer gereserveerd voor religieuze zaken. Het verloop van een Joodse bruiloft was veelal gestandaardiseerd, met lokale en regionale variaties.
In de volgende eeuwen groeide er rond die bruiloften een rijke muziekcultuur, met een grote rol voor de klezmorim en de badkhn, een combinatie van ceremoniemeester en grappenmaker. Vermoed wordt dat rond 1600 de klezmermuziek al min of meer klonk zoals aan het begin van de 20e eeuw. Het repertoire was aan mode onderhevig en veranderde dus geleidelijk aan, de stijl zelf veranderde weinig.
Tegen het einde van de 19e eeuw breidde het repertoire van de klezmorim zich uit met liederen uit het Jiddische theater, licht klassieke muziek en populaire dansen. Omdat de klezmorim ook speelden voor niet-joods publiek namen zij ook andere stijlen op in hun repertoire. Ook werden af en toe niet-joodse muzikanten in de kapelyes toegelaten, die ook muziek uit hun eigen cultuur meebrachten. Een aantal stijlen die erbij kwamen: tango, wals, mazurka, polka, polonaise.
Veel klezmorim konden geen noot lezen, de muziek werd dan van vader op zoon in een orale traditie doorgegeven. De aanduiding klezmer werd als scheldnaam gebruikt voor een arme volksmuzikant die alleen de instrumentale bruiloftsmuziek speelde, geen noten las en dus ook geen klassieke muziek kon spelen. Er waren ook ambitieuzere muzikanten die wel noten lazen en die in grote kapelyes speelden waar uitgeschreven arrangementen van blad werden gestudeerd. De klezmorim verzamelden zich in gilden en er bestond een opleidingssysteem voor jonge musici. De sociale status van de klezmorim was zeer laag en alleen van hun muziek konden vaak zelfs de grotere professionele groepen niet leven; vaak moesten ze er nog een beroep bijnemen, bijvoorbeeld kapper, kleermaker of schoenmaker. Doordat de professionele muzikanten nauwelijks van hun muziek konden leven, was er een grote druk om te mogen spelen en traden ze op tot ver buiten hun woonplaats. Ook verboden zij amateurmuzikanten in het openbaar op te treden. Bij de plaatselijke niet-Joodse aristocratie stonden de klezmorim juist hoog aangeschreven vanwege hun prachtige muziek. Er werd veel gebruikgemaakt van de diensten van de klezmorim, toch bleven ze zeer laag op de sociale ladder staan.
Nadat de klezmorim zich wat meer gevestigd hadden bleef de situatie stabiel tot ongeveer 1880, toen een eerste grote (joodse) emigratiegolf vanuit Oost-Europa naar de Verenigde Staten op gang kwam. Veel Joden emigreerden vanwege armoede en vanwege het groeiend antisemitisme in Europa, dat zich steeds vaker uitte in pogroms.

### 1900-1980
In de V.S. veranderde er in de Jiddische cultuur veel ten opzichte van het Oude Land. De eens zo rijke klezmertraditie werd steeds meer uitgekleed. Een oorzaak was dat de duur van bruiloften werd ingekort tot slechts één dag, waardoor veel religieuze soorten stukken niet meer werden gespeeld. Wat overbleef waren vooral de niet-religieuze dansstukken zoals de Freilach, Bulgar, Sher en de Hora/Zhok. Het chassidische karakter van de muziek verminderde sterk doordat bijna alle chassidische rabbijnen het ten zeerste ontraadden om te emigreren. Een groot deel van de muziek ging ook verloren doordat er een grote druk was om te "veramerikaansen". Deze druk kwam zowel vanuit de Joodse gemeenschap zelf als van buitenaf. De klezmerbands bleven echter wel vaak bestaan maar begonnen muziek te spelen die in de V.S. op dat moment populair was, bijvoorbeeld foxtrot en charleston. Hiermee kregen de bands ook de gelegenheid in de filmzalen te spelen, omdat de films toen nog zonder geluid werden opgenomen en er bij de vertoning livebegeleiding was van een orkest of een pianist.
In de V.S. zagen de platenmaatschappijen in dat ze geld konden verdienen met speciaal voor de Joodse gemeenschap uitgebrachte Jiddische muziek. Zodoende werden er in de jaren 1920 veel platen opgenomen met klezmergroepen, Jiddische zangers of chazonim (voorzangers). In de jaren 1930 kwamen er zelfs een aantal Joodse radiostations waar livemuziek werd gespeeld door Joodse orkesten als die van Harry Kandel, Abe Elenkrig of Abe Schwartz. Het werk uit die tijd van klarinetsolisten als Dave Tarras en Naftule Brandwein is ook nu nog een van de grootse inspiratiebronnen voor klezmermusici. Met dit alles was er in het begin van de jaren 1930 een kleine heropleving van de klezmermuziek.
Ondertussen was er in het Russische Rijk een communistische revolutie geweest. Na deze revolutie was er eerst een milde houding ten opzichte van Joden, maar in de jaren 1930 werden er onder Stalin weer ernstige repressieve maatregelen tegen Joden genomen. Eind jaren 30 en begin jaren 40 was er een wereldwijde repressie tegen de Joden, weliswaar vooral in Duitsland maar toch voelbaar tot in de V.S. Daardoor komt het dat in de jaren 40 bijna geen enkele klezmerplaat is uitgebracht. Deze terugval van de platenverkoop zorgde er ook voor dat de klezmerkapelyes failliet gingen of inkrompen tot maar een paar man. De verdere integratie in de Amerikaanse cultuur zorgde er ook voor dat de interesse van de jongere generatie niet meer naar de klezmer uitging. Doordat veel Joodse musici uit de vroege 20e eeuw nog groot geworden waren met klezmer, hoewel ze het zelf niet (meer) speelden, was klezmer toch nog van invloed op hun muziek, bijvoorbeeld bij Leonard Bernstein en Aaron Copland. Ook Rhapsody in Blue van George Gershwin is beïnvloed door klezmer.
Vanaf ongeveer 1940 werden in de V.S. pogingen gedaan om klezmer met jazz te laten versmelten. Doordat karakter en timing van die twee stijlen totaal verschillend zijn, lukte die versmelting niet. Het bleef bij enkele plaatopnames waarbij de stijlen meer tegenover elkaar staan dan dat ze geïntegreerd zijn.
Na de Tweede Wereldoorlog kwamen heel veel overlevenden van de Holocaust over naar de V.S. Dit waren vooral chassidische Joden die eerder niet hadden willen vertrekken. Hierdoor kwam het dat de chassidische muziektraditie weer een grotere rol in de muziek ging spelen. Door de oprichting van de staat Israël in 1948 trokken veel Amerikaanse Joden naar dat land. In Israël werd de klezmer vanaf de jaren 1950 bijna compleet verdrongen door de nieuwe Israëlische dansmuziek. LiLaLo in Amsterdam was het laatste Jiddische muziekcabaret in West-Europa.
Het repertoire voor Joodse bruiloftsmuziek werd in de V.S. steeds smaller, totdat in de jaren 1960 en 1970 door de weinige overgebleven orkesten voornamelijk nog bulgars en instrumentale versies van Jiddische liedjes werden gespeeld. Er waren ook steeds minder Joodse musici die de stijlkenmerken nog zo goed beheersten als de vorige generaties. Veel oudere muzikanten waren gepensioneerd of speelden jazz, de jongere muzikanten speelden liever folk of rock-'n-roll.
In de jaren 1970 brak een nieuwe tijd aan voor de klezmer. Er kwam een hernieuwde, brede belangstelling voor de traditionele Oost-Europese klezmerstijl. Via de 78-toerenplaten van de vooroorlogse periode kwam de jongste generatie Joden in de V.S., en later ook in Europa, weer in contact met klezmer. Ze namen vaak lessen bij oudere klezmermusici. Ook gingen ze op reis naar Oost-Europa om in de synagoges of Joodse wijken nog melodieën terug te vinden. In de V.S. waren het in eerste instantie de groepen The Klezmorim van Lev Liberman en Kapelye van Henry Sapoznik die de klezmer herontdekten. Later volgden Andy Statman (een leerling van Dave Tarras), Zev Feldman, de Klezmer Conservatory Band en The Klezmatics. In Israël en Europa werd klarinettist Giora Feidman heel populair bij het grote publiek. Zijn rol is tamelijk dubbel: enerzijds heeft hij veel mensen laten kennismaken met klezmermuziek, anderzijds lijkt zijn overdadige stijl nauwelijks op die van de grote namen uit de klezmergeschiedenis.

### Klezmermuziek vandaag
Klezmer als aanduiding voor het muziekgenre is pas sinds de klezmerrevival vanaf eind jaren zeventig in zwang geraakt, en is tegenwoordig een smeltkroes van stijlen. In de klezmermuziek zijn naast veel Balkaninvloeden (Roemeense, Bulgaarse, Russische, Griekse) ook oriëntaalse en zigeunerinvloeden terug te vinden. Begin 20e eeuw waren daar ook al het Jiddisch theater en weer later de jazz bij gekomen. In de laatste jaren worden ook modernere invloeden zoals dance en punk gebruikt door sommige groepen. In de volgende fase van de heropleving van klezmer waren er naast elkaar een aantal soorten trends.
Enerzijds is er een levendige benadering van de muziek, die wordt nagestreefd door groepen als "Brave Old World", "The Flying Bulgar Klezmer Band", "David Krakauer Trio" en "Naftule's Dream". Met levendig wordt bedoeld dat de groepen niet enkel stukken uit het verleden spelen en arrangeren maar ook effectief weer nieuwe invloeden in de stijl introduceren en zo de stijl levend houden. Een voorbeeld daarvan is een nieuw Jiddisch lied over Tsjernobyl, de plaats die ooit een chassidische sjtetl is geweest maar een dode stad werd door een nucleaire ramp.
Een andere trend is om terug te gaan naar de roots van de muziek, de Oost-Europese klank van de sjtetls. Uitgaand van hoe de muziek gespeeld wordt op de eerste klezmerplaten uit de periode 1905-1915 proberen veel musici de klezmerklank van de 18e en 19e eeuw te reconstrueren. Interessant is dat daarbij naast het traditionele repertoire ook nieuw gecomponeerde stukken in die stijl gespeeld worden. Enkele Amerikaanse groepen in deze stijl zijn Budowitz, Veretski Pass en violiste Alicia Svigals. Enkele Europese groepen zijn Kharkov Klezmer Band, The Klezmer Society (voorheen Shtetl Band Amsterdam), Carmel Quintet, Di Gojim, Tripletov, Klezmer Ensemble Nigunim en Konsonans Retro.
Tussen deze twee trends in ligt The Klezmatics. Deze groep is begonnen met het naspelen van nummers van 78 toerenplaten maar is al snel hedendaagse invloeden gaan verwerken. De musici willen de link leggen met muziekstijlen waarmee klezmer verwant is.
De hedendaagse traditionele stijl komt vooral uit de historische regio Bessarabië, ongeveer het tegenwoordige Moldavië. Dit komt doordat er vanaf de 16e eeuw in dat gebied een zeer grote religieuze verdraagzaamheid was, wat zich ook in de muziek uitte. Na de Holocaust waren er nauwelijks Joden meer over, maar de plaatselijke bevolking heeft een groot deel van de klezmermuziek in de loop der jaren overgenomen. Zij spelen die bijvoorbeeld ook heel veel op huwelijksfeesten. Deze muziek is dus tegelijk Jiddisch en Moldavisch.
Klezmergroepen brengen tegenwoordig niet meer alleen instrumentale muziek, veel groepen hebben ook een vocalist. Klezmermuziek en Jiddische muziek zijn nauw met elkaar verstrengeld; als er in klezmergroepen wordt gezongen gebeurt dat meestal in het Jiddisch.
In Israël wordt er eigenlijk nauwelijks klezmer gespeeld. Oorzaak is dat bij het stichten van Israël de staat zijn link met het Heilig Land wilde benadrukken en zich niet wilde vereenzelvigen met de Jiddische cultuur, die een link voorstaat met de sjtetls van Oost-Europa. Maar desondanks zijn er in Israël ook een paar groepen die klezmer brengen. Deze groepen zijn meestal van chassidische of orthodoxe oorsprong, zodat het mystieke element van de muziek belangrijker is dan de kwaliteit of de amusementswaarde. In dit genre is Sulam misschien wel de bekendste groep en in hun muziek hoor je ook zeer duidelijk Arabische elementen (om hun aanspraak op Israël te rechtvaardigen). Ook daar is er wel een nieuwe vernieuwende stroming die zich opwerpt als een vredesduif, gaat samenwerken met Palestijnse groepen en zo één identiteit probeert te vinden waar iedereen zich mee kan verzoenen.

## Instrumentatie
Van oudsher werden vooral snaarinstrumenten zoals de viool gebruikt, met als begeleiding tweede viool (sekund), cello of contrabas als basinstrument, en tsimbl (een klein cimbalom). Rond 1900 komt daar ook de klarinet als melodie-instrument bij. In de 20e eeuw zijn het vaak accordeon en piano die de begeleiding invullen, soms aangevuld met drums. In hedendaagse klezmerensembles is naast de genoemde instrumenten ook vaak het nodige koper te horen (trompet, trombone, tuba).
Een typische samenstelling van een klezmerorkest of klezmerkapelye vanaf de 18e eeuw: eerste viool, tweede viool, contrabas, tsimbl (klein cimbalom) en enkele primitieve houten blaasinstrumenten, zoals vroege dwarsfluit en klarinet. Meestal was de eerste violist de bandleider, hij arrangeerde ook de stukken. De houtblazers werden in de loop van de tijd belangrijker, maar toen er in Oekraïne in de 19e eeuw een verbod kwam op luide instrumenten zijn daar bijna alle blazers even van het toneel verdwenen. Enige tijd na die verordening besliste de Russische tsaar de klezmorim in te lijven in zijn militaire kapel. In hun klezmerorkesten gebruikten de klezmorim vervolgens ook die instrumenten uit de militaire kapel: koperblaasinstrumenten zoals trombone, cornet en trompet, saxofoon, slagwerk zoals Turkse trom en snarentrom. Vaak bestond een klezmerkapelye slechts uit een paar muzikanten.
Na de heropleving van klezmer in de jaren 1970 zijn er klezmerorkesten geformeerd in allerlei groottes en samenstellingen. Veel nog niet eerder in de klezmer gebruikte instrumenten komen nu voor, zoals gitaar, banjo, mandoline, mondharmonica, basgitaar, keyboard, harp.

## Kenmerken van klezmermuziek
Typisch voor klezmer is de zeer expressieve melodie die zowel heel opgewekt kan klinken als tegelijk melancholisch of weemoedig. Een mooi beeld om dit te omschrijven is: "lachen met tranen". Dit komt doordat er in de vroege Joodse muziektraditie vooral religieuze vocale muziek was. Tijdens de Joodse eredienst in de synagoge, zong de muzikale voorganger, de chazan of cantor, de liederen, waarbij hij binnen de traditie vrijelijk zijn eigen versieringen kon aanbrengen. De klezmorim imiteerden op hun instrumenten de zangerigheid van de menselijke stem en de versieringen van de voorzangers.
In de manier van spelen wordt de menselijke stem vaak nagebootst, die bij de Jiddische muziek op karakteristieke manier 'breekt' (het krechts'n). Op een melodie-instrument als de viool wordt dat geïmiteerd door de snaar met een vinger tussen een terts of kwart hoger even licht aan te raken. In klezmer worden ook heel versieringen gebruikt zoals: glissandi, grupetto's, trillers en voorslagen. Vibrato wordt niet voortdurend toegepast, maar wordt alleen als incidentele versiering gebruikt.
Ook typisch is het improviseren rond het thema, niet zoals in jazz op akkoorden, maar rond de melodie.
Heel vaak eindigt een stuk met een glissando of snelle chromatische lijn omhoog, met als afsluiting een langzamere staccato op 8 (octaaf) - 5 (kwint) - 1 (grondtoon).
De melodie van een stuk staat in een of meerdere modi (enkelvoud: modus). Een modus is een combinatie van een toonladder, die vaak een bereik van meer dan één octaaf heeft, en een aantal melodische en harmonische wendingen. Deze modi komen in vergelijkbare vorm ook voor in de Arabische muziek en in muziek uit de Balkan. In klezmer komen veel modi voor met ergens een interval van een overmatige secunde, waardoor de muziek voor een westerse luisteraar exotisch kan klinken. De voornaamste klezmer-modi zijn:
- Ahava Raba of freygish: frygisch met grote terts (zoals in het stuk Hava Nagila). Een voorbeeld op grondtoon E:

- Misheberakh of gealtereerd dorisch: dorisch mineur met verhoogde kwart. Een voorbeeld op grondtoon A:

- Adonoi Moloch: mixolydisch. Een voorbeeld op grondtoon G:

- Mogen Ovos: aeolisch, oftewel de "gewone" mineur-modus.
- Yishtabach: verwant aan Mogen Ovos, met frequente verlaging van de secunde en de kwint.

## Soorten muziek en dans

### Dansvormen
Er bestaat een grote verscheidenheid aan Jiddische dansen, in ieder geval in naam. Kennis over het precieze onderscheid tussen de verschillende dansvormen en de bijbehorende muziek is vanaf eind 19e eeuw in enkele gevallen verloren gegaan.
Freylekh/Freilach, ook wel Bulgar/Bulgarish:
Dit is een oorspronkelijk Bessarabische (Moldavische) kringdans. Hierbij kan een onbeperkt aantal deelnemers meedoen, men neemt elkaar bij de hand of legt zijn handen over de schouders van de andere. Als er veel deelnemers zijn worden er meerdere cirkels rond elkaar gevormd, en in het midden vaak een aantal mensen die met zeer gracieuze of groteske bewegingen dansen. De muziek is ook zeer vrolijk letterlijk betekent het "vrije lach".
Een freylekh/freilach heeft een 2/4 maatsoort, met een eenvoudig oem-pah-oem-pah ritme.
Een bulgar heeft een 8/8 maatsoort, waarbij accenten liggen op 1-4-7. Er is een onderverdeling voelbaar in 3/8, 3/8, 2/8. Deze onderverdeling geeft een echte drive aan de dans.
De dans is bijna altijd geschreven in de Ahava Rabboh modus.
Nog een paar andere namen die voor deze dans gebruikt worden: Hopke, Gopak, Redl, Dredl, Khorovod, Kayekhiks, Rikudl, Karahod.
Honga/Hangl/Hongu/Hangu/Ange:
Dit is een oorspronkelijk Moldavisch/Bessarabische dans. De dans is in 2/4 maatsoort gespeeld. Er wordt de hele tijd gespeeld met een zeer korte motiefje, vaak staccato gespeeld. De standaardvorm van een Honga is AA'BCA waarbij A 4 maten telt, A' 2 maten, B 6 maten, C 4 maten, A 4 maten.
Khosidl/Khusidl:
Dit is een dans met grote beweging die bijna altijd alleen wordt gedanst. Er wordt wel gezegd dat de dans een persiflage is op het in vervoering dansen van een chassidische Jood. Deze dans is altijd in 2/4 of 4/4. Vaak wordt erbij gezongen.
Kolomyjka/Kolomeike/Kolomeyke:
De wortels van deze dans liggen in West-Oekraïne waar die gebruikt wordt op onder meer trouwfeesten en festivals. In Noord-Amerika werd de dans een sociale dans, een kringdans, die uren kan duren. Deze dans wordt zeer snel gespeeld in 2/4 maat met korte melodieën van 4 maten.
Sher:
Deze dans is een dans die van oorsprong een Joodse kringdans is maar tegenwoordig meer bekend als een parendans met 8 koppels. De Sher is een van de weinige Jiddische dansen die een uitgebreide en vaststaande choreografie hebben. De dans herkennen is niet altijd even gemakkelijk omdat vele melodieën in een bepaalde streek worden geschreven als een Freilach en in andere als een Sher. Het tempo is iets minder snel (allegro) en de dans is altijd in 2/4 of 4/4 geschreven, zonder 3+3+2 onderverdeling. De Sher wordt ook vaak als een medley gespeeld met vele korte melodieën in een nummer.
Sirba/Serba:
Dit is een zeer snelle Roemeense dans waarin zeer veel volksliedjes worden verweven. De dans lijkt op een Bulgar (men denkt dat de Serba van de Bulgar afkomstig is).
Ze wordt gespeeld in een tweeledige 6/8, de melodie wordt meestal gezongen, zeer typerend zijn de triolen die zeer vaak gebruikt worden. De standaardvorm is AB of ABC.
Skocne/Shotshne/Shotshna:
Dit is de naam van een zeer uitgewerkte en virtuoze Freilach die zeer snel en enkel instrumentaal wordt gebracht zodat er niet meer op gedanst kan worden. Soms is het verschil met een Freilach zo klein dat de termen vaak op allebei kunnen slaan.
Terkisher:
Waarom deze dans "Turks" heet is onduidelijk. De onderverdeling van de 4/4 maatsoort lijkt op een Griekse sirto of een habanera. De dans is in een moderato tempo. De muziek van terkishers klinkt vaak erg oosters. Klarinetvirtuoos Naftule Brandwein speelde veel terkishers, zijn bekendste was "Terk in America".
Zhok/Jok/Zhog/Volakh:
Vaak werd voor deze dans de benaming Hora gebruikt, maar om verwarring met de Israëlische Hora, een geheel andere dans, te voorkomen, wordt nu door musici en dansers de voorkeur gegeven aan de naam Zhok. Het is een langzame cirkeldans in 3/8 die oorspronkelijk uit Roemenië komt. De dans voelt niet aan als een wals doordat in de muziek de begeleiding de tweede tel niet benadrukt, alleen de eerste en derde tel hebben een accent. Doordat het tempo niet zo hoog ligt worden er heel vaak rond de melodie veel versieringen gespeeld.
Nog een paar andere benamingen van de dans zijn o.a.: Volakh, Landre, Olyandre.
Nigun/Nign:
Deze naam betekent letterlijk "lied zonder woorden" in het Jiddisch en het Hebreeuws. Het is een dans in 2/4 maatsoort. Deze muziek is afkomstig van het chassidische Nigunim. Het zijn religieuze liederen die zijn gecomponeerd en gezongen door de volgelingen van Baal Shem Tov. Hij was in de 18e eeuw de oprichter van de chassidische religieuze stroming. De chassidim menen dat deze liederen hen in staat stellen dichter bij Jahwe te komen. Het is een zeer langzame dans die je bijna in trance brengt.

### Rubatomuziek
Rubato is muziek zonder metrum, dat wil zeggen zonder doorgaande puls. Onderstaande categorieën zijn oftewel luistermuziek oftewel verbindingen tussen twee stukken in een serie.
Doina/Vulekhl:
Een doina is een melodie gespeeld zonder vast metrum (maatsoort), maar met een liggende begeleiding van lange noten en akkoorden. De melodie is een "gestolde improvisatie": over een min of meer vaststaand harmonische route heeft een muzikant een rubato melodie gecomponeerd. Bij uitvoeringen speelt hij die melodie telkens min of meer hetzelfde, met zeer veel versieringen. Dit is te vergelijken met hoe de chazan, de voorganger in de Joodse eredienst, zijn noten kiest aan de hand van oude liturgische liederen. De basis van de doina ligt wel niet in de joodse muziektraditie maar in de Moldavische volks- en herdersliederen van de Vlachen, maar is achteraf enorm beïnvloed geweest door de liturgische gezangen van de chazan. Na een doina komt vaak nog een Nokhshpil/Tsushpil, een Hora en daarna nog een Freilach of Khusidl. Om de doina het karakter van een weeklacht te geven wordt hij zeer expressief uitgevoerd. De speler probeert ook de menselijke stem te imiteren. De begeleidende instrumenten kunnen antwoord geven op de melodie, naargelang die verandert.
Forshpil:
Dit is een melodie die dient als prelude voor een geïmproviseerd stuk. Deze naam wordt ook gebruikt voor een stuk dat wordt gespeeld voor de maaltijd bij de bruid op de dag van het huwelijk.
Taksim:
Dit is een geïmproviseerde instrumentale melodie rond een thema. Het is vergelijkbaar met de doina met zeer veel versieringen, maar is niet van Moldavische, maar van Arabisch-Turkse afkomst. De taksim is grotendeels door de populairder wordende doina vervangen. Soms wordt een taksim wel nog gespeeld als een soort prelude om een volgend stuk in te leiden.

### Specifieke functies
Naast de eerder genoemde soorten algemene dansmelodieën zijn er ook categorieën van melodieën die op Joodse bruiloften een specifieke functie hebben.
Broyges Tants: Een traditionele dans tussen de ouders van de bruid en bruidegom. Het is een dans die de angst uitdrukt van de ouders maar ook de verzoening dat ze hun kinderen moeten loslaten. Deze dans bestaat meestal uit 32 maten en wordt gevolgd door een Freilach.
Dobranoc: Een lied voor wanneer de gasten voor het huwelijksbanket arriveren bij de ouders van de bruid. Hoe langer ze spelen en hoe plechtiger des te belangrijker de gast, nadien komen er Freilachs.
Dobriden: Dit betekent letterlijk: "goede morgen" en wordt gespeeld voor individuele gasten aan tafel en op de receptie van de morgen na het huwelijk. Het zijn meestal gemakkelijke liedjes die de gasten kunnen meezingen. Het wordt gespeeld in een drieledige maatsoort en een gematigd tempo.
Gasn Nign: Een melodie om de processie naar de synagoge te begeleiden, letterlijk betekent het: "straatdeuntje". Gewoonlijk wordt het in een drieledige maatsoort gespeeld.
Fun der Khupe: Een melodie om het bruidspaar en de gasten vanuit de huwelijksbaldakijn (choepa) te leiden naar de feestzaal.
Gute Morgn/Es Togt Shoyn: Dit wordt in de vroege uurtjes van de ochtend na het einde van het huwelijksfeest gespeeld om de gasten te laten weten dat ze moeten vertrekken.
Gute Nacht/Dobranoc/Mazel Tov: Na het huwelijk zelf een paar trage nummers met één snel nummer zodat de gasten zouden gaan slapen.
Kale Badekn: Het sluieren van de bruid. De klezmorim improviseren een prelude en antwoorden op de viool die zich "verweeft" met de stem.
Kale Bazetzn: Het weer laten zitten van de bruid. Een lied met klezmerbegeleiding dat wordt geleid door de badkhn, de ceremoniemeester/entertainer.
Kale Bavaynen: Het laten huilen van bruid. Een lied met rubato klezmerbegeleiding dat wordt geleid door de badkhn, de ceremoniemeester/entertainer. Doel is de bruid te laten huilen in het besef dat ze als getrouwde vrouw een zwaar leven gaat krijgen.
Khuppe Nign: Dit wordt gespeeld als de bruidegom arriveert aan de bruidsluifel nadat zijn bruid zeven keer rond hem is gewandeld.
Kosher Tants/Mitsve Tentsl/Tants mit der Kale: Een dans met de bruid; ze mag niet echt aangeraakt worden en daarom wordt er een zakdoek tussen haar en de danspartner gehouden.
Shver un Shviger Tants: De schoonmoeder van de bruid danst met de schoonvader van de bruidegom en omgekeerd.